# Jean Sibelius
Jean Sibelius (en suecoⓘ), registrado al nacer como Johan Julius Christian Sibelius (Hämeenlinna, 8 de diciembre de 1865-Järvenpää, 20 de septiembre de 1957), fue un compositor y violinista finlandés de finales del Romanticismo y comienzos del Modernismo. Es ampliamente reconocido como el mejor compositor de su país y, a través de su música, a menudo se le atribuye haber ayudado a Finlandia a desarrollar una identidad nacional durante su lucha por la independencia de Rusia.
El núcleo de su obra es su conjunto de siete sinfonías que, como el resto de sus obras más importantes, siguen interpretándose y grabándose en su país natal y a nivel internacional. Sus composiciones más conocidas son Finlandia, la Suite Karelia, Valse triste, el concierto para violín, la sinfonía coral Kullervo y El cisne de Tuonela (de la Suite Lemminkäinen). También destacan piezas inspiradas por la epopeya nacional finlandesa, el Kalevala, más de un centenar de canciones para voz y piano, música incidental para numerosas obras de teatro, la ópera Jungfrun i tornet (La virgen de la torre), música de cámara, música de piano, música ritual masónica, y 21 piezas de música coral. A lo largo de su carrera, se inspiró a menudo en la naturaleza y la mitología nórdica.
Sibelius compuso prolíficamente hasta mediados de la década de 1920, pero después de terminar su Séptima sinfonía (1924), la música incidental para La tempestad (1926), y el poema sinfónico Tapiola (1926), no logró concluir obras de gran envergadura en sus últimos treinta años, un declive sorprendente y desconcertante comúnmente conocido como «El Silencio de Järvenpää», la ubicación de su casa. A pesar de que presuntamente dejó de componer, siguió intentándolo, incluyendo resultados infructuosos en una Octava sinfonía. En sus últimos años, escribió música masónica y revisó algunas obras anteriores, mientras mantenía un interés activo pero no siempre favorable hacia los nuevos desarrollos en el mundo de la música.
El billete de 100 marcos finlandeses llevaba su efigie hasta 2002, fecha en que se produjo la entrada en circulación del euro. Desde 2011, Finlandia celebra un Día de la Bandera, el 8 de diciembre, que coincide con el cumpleaños del compositor, también conocido como el «Día de la Música finlandesa». En 2015, en el 150.º aniversario del nacimiento del compositor, se llevaron a cabo una serie de conciertos especiales y eventos, especialmente en la ciudad de Helsinki.

## Biografía

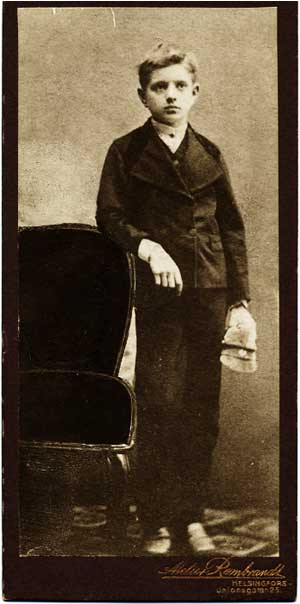
Sibelius con 11 años en 1876.

### Infancia
Johan Julius Christian Sibelius nació el 8 de diciembre de 1865 en Hämeenlinna, una pequeña localidad situada a cien kilómetros al norte de Helsinki, la capital de Finlandia. Fue el segundo de los tres hijos del doctor en medicina Christian Gustaf Sibelius y de Maria Charlotta Sibelius, de soltera Borg, ambos suecoparlantes. El nombre de la familia deriva de la hacienda Sibbe, en Uusimaa Oriental, que era propiedad de su bisabuelo paterno. El padre de Sibelius murió de fiebre tifoidea en julio de 1868, después de un durísimo invierno que provocó una hambruna general y la proliferación de enfermedades contagiosas, dejando consigo deudas sustanciales. Como resultado, su madre —que estaba de nuevo embarazada— tuvo que vender sus propiedades y fue acogida por su madre Katarina Borg, que también vivía en Hämeenlinna. Sibelius, por tanto, se crio en un entorno marcadamente femenino. La única influencia masculina entonces fue su tío, Pehr Ferdinand Sibelius, que estaba interesado en la música, especialmente el violín. Fue él quien regaló al muchacho un violín cuando tenía diez años y más adelante lo animó a mantener su interés en la composición. Para Sibelius, el tío Pehr no solo ocupó el lugar de un padre, sino también el de consejero musical.
Desde temprana edad, Sibelius mostró un fuerte interés por la naturaleza. Solía caminar con frecuencia por el campo cuando la familia se trasladaba a la localidad costera de Loviisa durante los meses estivales. En sus propias palabras: «Para mí, Loviisa representa el sol y la felicidad, Hämeenlinna fue donde asistí a la escuela. Loviisa era la libertad». A la edad de siete años, empezó a recibir lecciones de piano de su tía Julia, que era muy estricta y lo golpeaba en los nudillos cada vez que se equivocaba. Pero pronto progresó rápidamente, permitiéndose el lujo de criticar a otros alumnos de su tía e improvisando con fluidez. Más adelante retomó el violín, su instrumento preferido, y formaba tríos con su hermana mayor Linda, al piano, y con su hermano Christian, que tocaba el violonchelo y llegaría a ser un eminente psiquiatra todavía recordado por sus contribuciones a la psiquiatría moderna en Finlandia. Además, Sibelius a menudo tocaba en los cuartetos con las familias vecinas, aprendiendo el repertorio de música de cámara. Han sobrevivido fragmentos de sus primeras composiciones de la época: un trío, un cuarteto de piano y una Suite en re menor para violín y piano. De alrededor de 1881, existe una composición corta en pizzicato titulada Vattendroppar («Gotas de agua») para violín y violonchelo, aunque es posible que se tratara de un ejercicio musical. La primera referencia que puede encontrarse sobre la composición es en una carta de agosto de 1883, en la cual revela que había compuesto un trío y estaba trabajando en otro: «Son bastante pobres, pero está bien tener algo que hacer en los días de lluvia». En 1881, comenzó a tomar lecciones de violín del director de orquesta local, Gustavo Levander, desarrollando de inmediato un fuerte interés por el instrumento. Puso todo su empeño en convertirse en un gran virtuoso del violín, y en poco tiempo logró ser un consumado intérprete, tocando el Concierto en mi menor de Ferdinand David en 1886 y, al año siguiente, los dos últimos movimientos del concierto para violín de Mendelssohn en Helsinki. A pesar de su éxito como instrumentista, finalmente eligió ser compositor.
A pesar de que su lengua materna era el sueco, en 1874 Sibelius asistió a la escuela preparatoria Lucina Hagman, cuyas clases eran en finés. En 1876, pudo continuar su educación en finés en el Liceo Normal Hämeenlinna donde demostró ser un alumno bastante distraído a pesar de que tuvo buenos resultados en matemáticas y botánica. Tuvo que repetir un año, pero aun así logró aprobar el examen de educación secundaria en 1885 que le permitió estudiar en la universidad. De niño, respondía al nombre de Janne, una forma coloquial de Johan. No obstante, decidió seguir el ejemplo de su tío Johan Sibelius, que era marinero y falleció en La Habana en la década de 1860, que en sus viajes de ultramar empleaba la forma francesa Jean, costumbre arraigada entre las clases educadas finlandesas. En sus años de estudiante en Helsinki, decidió aprovechar las tarjetas de visita de su difunto tío para presentarse en sociedad, a modo de nombre artístico, siendo conocido a partir de aquel entonces como Jean Sibelius.

### Estudios e inicios de su carrera

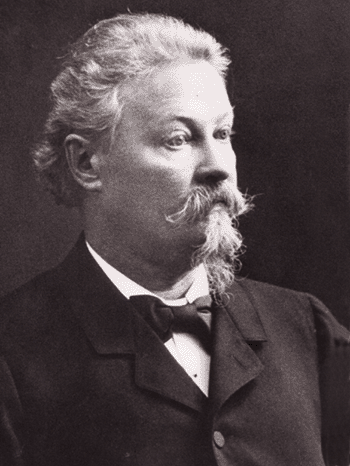
Martin Wegelius, profesor de Sibelius en Finlandia.

Después de graduarse en la escuela secundaria en 1885, Sibelius comenzó a estudiar derecho en la Universidad Imperial Alejandro en Finlandia, pero mostró mucho más interés en la música, y pronto se trasladó al Instituto de Música de Helsinki (ahora Academia Sibelius), donde estudió de 1885 a 1889. Uno de sus maestros fue su fundador, Martin Wegelius, que hizo mucho para apoyar el desarrollo de la educación en Finlandia y dio al autodidacta Sibelius sus primeras clases formales de composición. Otra influencia importante fue su maestro Ferruccio Busoni, un pianista con quien mantuvo una amistad de por vida. En su círculo cercano de amigos se contaban el pianista y escritor Adolf Paul y el futuro director de orquesta Armas Järnefelt, quien le presentó a su influyente familia y a su hermana Aino, su futura esposa. Su obra más destacable durante este período es la Sonata para violín en fa, y es posible que se inspirara en la sonata para violín de la misma tonalidad del compositor noruego Grieg.
Sibelius continuó sus estudios en Berlín (de 1889 a 1890) con Albert Becker y en Viena (de 1890 a 1891) con Robert Fuchs y el húngaro Károly Goldmark. En Berlín, tuvo la oportunidad de ampliar su experiencia musical asistiendo a una gran variedad de conciertos y óperas, incluyendo el estreno del poema sinfónico Don Juan de Richard Strauss. También escuchó al compositor finlandés Robert Kajanus dirigiendo a la Filarmónica de Berlín en un programa que incluía su poema sinfónico Aino, una pieza patriótica que bien podría haber desencadenado más tarde el interés de Sibelius por el uso del poema épico Kalevala como base para sus composiciones. En su estancia en Viena, se interesó especialmente en la música de Anton Bruckner, a quien, durante una época, consideró como «el mejor compositor vivo», aunque siguió mostrando interés en las obras ya consolidadas de Beethoven y Wagner. Disfrutó de su año en Viena, corriéndose juergas y jugando a las apuestas a menudo con sus nuevos amigos. Fue también en Viena donde retornó a la composición orquestal, trabajando en la Obertura en mi mayor y la Scène de Ballet. Mientras se embarcaba en Kullervo, un trabajo orquestal inspirado en el Kalevala, cayó enfermo, pero recuperó la salud después de la extracción de un cálculo biliar. Poco después de su regreso a Helsinki, Sibelius disfrutó dirigiendo su obertura y la Scène de Ballet en un concierto popular. Cada vez más interesado por todo lo finlandés, también continuó trabajando en Kullervo, para lo que llegó a visitar, a finales de 1891 en Porvoo, a la famosa recitadora de poemas rúnicos tradicionales Larin Paraske, el ritmo de cuyas canciones procuró reflejar en su música. La obra, que se estrenó en Helsinki el 28 de abril de 1892, fue un éxito enorme.

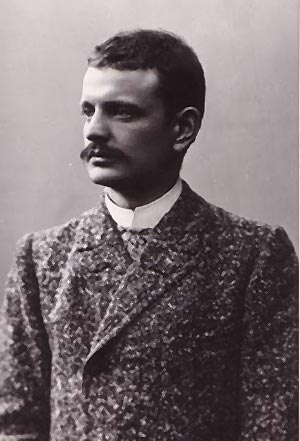
Sibelius en 1891.

Fue por aquel entonces cuando Sibelius finalmente abandonó sus aspiraciones como violinista:

Mi tragedia es que quería ser un célebre violinista a cualquier precio. Desde los 15 años tocaba el violín prácticamente desde la mañana a la noche. Odiaba la pluma y tinta —por desgracia he preferido un elegante arco de violín—. Mi amor por el violín duró bastante tiempo y fue muy doloroso descubrir que había comenzado demasiado tarde mis estudios para la exigente carrera de virtuoso.

Además de los largos períodos que pasó estudiando en Viena y Berlín (1889-91), en 1900 viajó a Italia, donde pasó un año con su familia. Compuso, dirigió y socializó de forma activa en los países escandinavos, Reino Unido, Francia, Alemania, y más adelante a los Estados Unidos.

### Matrimonio y ascenso a la fama
Mientras Sibelius estaba estudiando música en Helsinki, en el otoño de 1888, Armas Järnefelt, un amigo del Instituto de Música, lo invitó a la casa de su familia. Allí conoció a Aino, una joven de 17 años de la que se enamoró de inmediato, hija del general Alexander Järnefelt, gobernador de Vaasa, y Elisabeth Clodt von Jürgensburg, una aristócrata de ascendencia báltica. La boda se celebró el 10 de junio de 1892 en Maxmo. Pasaron su luna de miel en Carelia, cuna del Kalevala y lugar que también sirvió a Sibelius como inspiración para el poema sinfónico En saga, Las leyendas de Lemminkäinen y la Suite Karelia. La construcción de Ainola, su casa situada en el lago Tuusula, Järvenpää, concluyó en 1903. Durante sus años en Ainola, tuvieron seis hijas: Eva, Ruth, Kirsti (que murió muy joven de fiebre tifoidea), Katarina, Margareta y Heidi. Eva se casó con el industrial, Arvi Henrik Paloheimo, que más tarde se convertiría en el presidente de Industrias Paloheimo. Ruth Snellman fue una destacada actriz, Katarina Ilves se casó con un banquero, y Heidi Blomstedt fue una ceramista que se casó con el arquitecto Aulis Blomstedt. Margareta se casó con el director de orquesta Jussi Jalas, hermano de Aulis Blomstedt.
En 1892, Sibelius debutó en el campo de la música orquestal con Kullervo. Fue descrita por el compositor Aksel Törnudd como «una erupción volcánica», mientras que Juho Ranta, que cantaba en el coro, afirmó, «se trataba de música finlandesa». A finales de año, falleció Katarina Borg, la abuela del compositor. Sibelius fue a su funeral, visitando su casa de Hämeenlinna por última vez antes de que se vendiese. El 16 de febrero de 1893, la primera versión (larga) de En saga fue presentada en Helsinki, aunque no fue muy bien recibida, los críticos sugirieron que las secciones superfluas deberían eliminarse (como en la versión de 1902). Aún menos éxito tuvieron tres actuaciones más de Kullervo en marzo, que un crítico encontró incomprensible y carente de vitalidad. Tras el nacimiento de la primera hija de Sibelius, Eva, en abril, tuvo lugar el estreno de su obra coral, El viaje en barco de Väinämöinen; fue un gran éxito y recibió el apoyo de la prensa.
El 13 de noviembre de 1893, la versión completa de Karelia fue estrenada en una gala de la asociación de estudiantes en el Seurahuone en Viipuri, con la colaboración de la artista Akseli Gallen-Kallela y el escultor Emil Wikström que habían sido contratados para el diseño de la escenografía. Mientras que la primera actuación fue difícil de apreciar por causa del ruido de fondo de la audiencia hablando, una segunda función el 18 de noviembre tuvo más éxito. Además, el 19 y el 23 de Sibelius presentó una versión extendida de la suite en Helsinki, dirigiendo la orquesta de la Sociedad Filarmónica. La música de Sibelius cada vez estaba más presente en las salas de concierto de Helsinki. En la temporada 1894-95, obras como En saga, Karelia y Vårsång (compuesta en 1894) fueron incluidas en al menos dieciséis conciertos en la capital, por no hablar de aquellos en Turku. Cuando se interpretó una versión revisada el 17 de abril de 1895, el compositor Oskar Merikanto recibió Vårsång («Canción de primavera») como «la más bella flor entre las piezas orquestales de Sibelius».

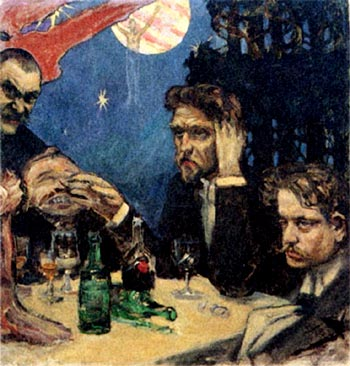
Sibelius (a la derecha) compartiendo mesa con Akseli Gallen-Kallela (autor de este cuadro, a la izquierda), Oskar Merikanto y Robert Kajanus.

Durante un período considerable, Sibelius trabajó en una ópera, Veneen luominen («La construcción del barco»), de nuevo basado en el Kalevala. Hasta cierto punto se vio influido por Wagner, pero finalmente rectificó y buscó inspiración en los poemas sinfónicos de Liszt. Adaptada a partir de material de la ópera que nunca llegó a completar, su Suite Lemminkäinen consta de cuatro leyendas en forma de poemas sinfónicos. Se estrenó en Helsinki, el 13 de abril de 1896 con todo el aforo al completo. En contraste con el entusiasmo de Merikanto con la calidad finlandesa de la obra, el crítico de Karl Flodin encontró el solo de corno inglés de El Cisne de Tuonela «muy largo y aburrido», a pesar de que consideró que la primera leyenda, Lemminkäinen y las doncellas de la isla, representaba la mejor composición de Sibelius hasta la fecha.
Desde 1892 debido a las necesidades económicas de su familia, Sibelius tuvo que impartir algunas asignaturas en el Instituto de Música y en la Escuela de dirección de Kajanus, pero esto le dejaba poco tiempo para componer. La situación mejoró considerablemente cuando, en 1898, el gobierno finlandés decidió concederle un jugoso subsidio anual de 3000 marcos. Inicialmente era por diez años pero luego se transformó en vitalicio. Fue capaz de completar la música para la obra teatral de Adolf Paul Rey Christian II. Su estreno tuvo lugar el 24 de febrero de 1898 y sus melodías pegadizas agradaron al público. Las partituras de las cuatro canciones populares de la obra se publicaron en Alemania y se vendieron exitosamente en Finlandia. Cuando la suite orquestal se interpretó en Helsinki en noviembre de 1898, Sibelius comentó: «La música sonaba excelente y los tempi parece que estaban correctos. Creo que esta es la primera vez que he podido lograr que todo saliera bien». La obra también se interpretó en Estocolmo y Leipzig.
En enero de 1899, Sibelius se embarcó en su Primera sinfonía en un momento en el que sus sentimientos patrióticos fueron potenciados por los intentos del zar Nicolás II de restringir los poderes del Gran Ducado de Finlandia. La sinfonía fue bien recibida cuando se estrenó en Helsinki, el 26 de abril de 1899, pero en el programa también se estrenó la Canción de los Atenienses, aún más convincente y descaradamente patriótica, escrita para coro masculino y voces blancas. La canción supuso que Sibelius fuera considerado un héroe nacional de inmediato. Otro trabajo patriótico le siguió el 4 de noviembre en forma de ocho cuadros que representan episodios de la historia de Finlandia conocidos como la Celebración de la Música de la Prensa. Había sido escrito en apoyo del personal del periódico Päivälehti que había sido suspendido por un tiempo tras publicar una editorial criticando el gobierno ruso. El último cuadro, Finlandia despierta, fue especialmente popular; después de algunas revisiones menores, se convirtió en la conocida Finlandia.

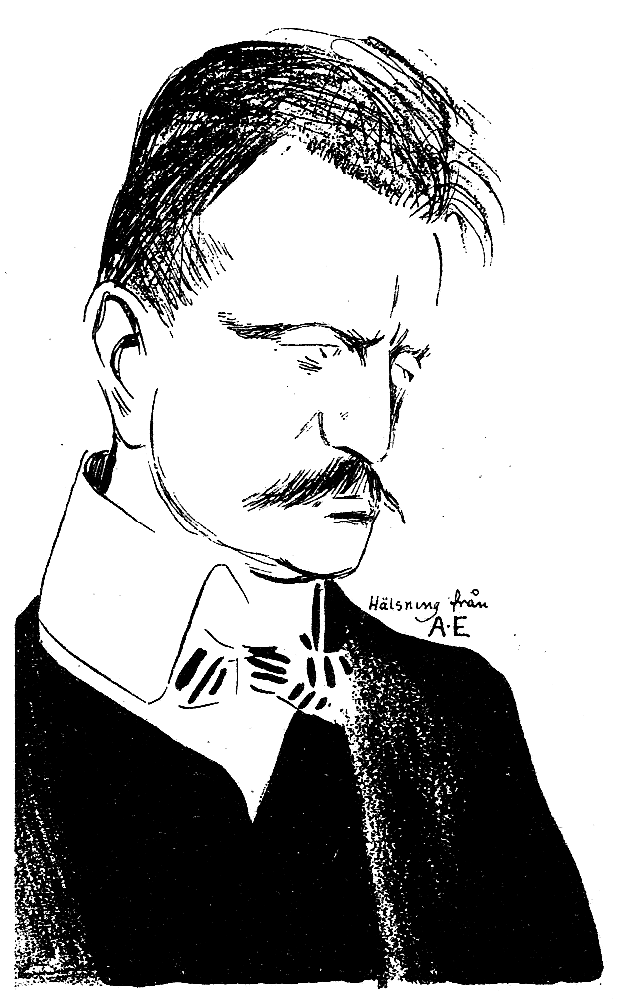
Sibelius: bosquejo de Albert Engström (1904).

En febrero de 1900, Sibelius y su esposa sufrieron con tristeza la muerte de su hija menor. Sin embargo, en primavera, Sibelius marchó de gira internacional con Kajanus y su orquesta, presentando sus obras más recientes (incluyendo la versión revisada de su Primera sinfonía) en trece ciudades, como Estocolmo, Copenhague, Hamburgo, Berlín y París. Las críticas fueron muy favorables, granjeándole al compositor reconocimiento internacional con entusiastas informes en el Berliner Börsen-Courier, el Berliner Fremdenblatt y la Berliner Lokal Anzeiger.
Durante un viaje con su familia a Rapallo, en 1901, Sibelius comenzó a escribir su Segunda sinfonía, en parte inspirado por el sino de Don Juan en Don Giovanni de Mozart. Fue terminada a principios de 1902 y su estreno tuvo lugar en Helsinki el 8 de marzo. La obra fue recibida con gran entusiasmo por los finlandeses. Merikanto creyó que superó «incluso las expectativas más atrevidas», mientras que Evert Katila la calificó como «una absoluta obra maestra». Flodin escribió también acerca de una composición sinfónica «de una talla de la que nunca hemos tenido ocasión de escuchar antes».
Sibelius pasó el verano en Tvärminne, cerca de Hanko, donde trabajó en la canción Var det en dröm («Fue un sueño») así como en una nueva versión de En saga. Cuando se interpretó en Berlín con la Filarmónica de Berlín en noviembre de 1902, sirvió para establecer firmemente la reputación del compositor en Alemania, donde ya había empezado a ser conocido a raíz de la publicación de su Primera sinfonía.
En 1903, Sibelius pasó mucho de su tiempo en Helsinki, donde se entregó excesivamente al vino y la comida, dejando a deber grandes sumas en los restaurantes. Sin embargo, continuó componiendo, uno de sus mayores éxitos fue Valse triste, una de las seis piezas de música incidental compuesta para la obra teatral Kuolema («La muerte») de su cuñado Arvid Järnefelt. Corto de dinero, vendió los derechos de la pieza a un precio bajo, pero rápidamente ganó gran popularidad no solo en Finlandia, sino también a nivel internacional. Durante sus largas estancias en Helsinki, Aino, la esposa de Sibelius le escribía con frecuencia suplicándole en vano que volviera a casa. Incluso después de que naciera su cuarta hija, Katarina, continuó trabajando lejos de casa. A principios de 1904, terminó su Concierto para violín, pero su estreno en público el 8 de febrero no tuvo mucho éxito. Esto condujo a que revisara la obra produciendo una versión abreviada que se interpretó en Berlín al año siguiente.

### Traslado a Ainola

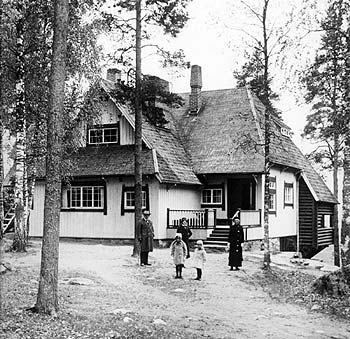
Ainola, fotografía de 1915.

En noviembre de 1903, Sibelius comenzó a construir su nuevo hogar, al que llamaría Ainola (la «casa de Aino») cerca de lago Tuusula a unos cuarenta y cinco kilómetros al norte de Helsinki. Para cubrir los gastos de construcción, ofreció conciertos en Helsinki, Turku y Vaasa a principios de 1904, así como en Tallin, Estonia, y en Letonia durante el verano. La familia pudo instalarse finalmente en la nueva propiedad el 24 de septiembre de 1904, haciendo amistades entre la comunidad artística local, incluyendo los pintores Eero Järnefelt y Pekka Halonen y el novelista Juhani Aho.
En enero de 1905, Sibelius regresó a Berlín, donde dirigió su Segunda sinfonía. Aunque el concierto en sí fue un éxito, la obra fue recibida con división de opiniones y, mientras algunas críticas fueron muy positivas, otras como las del Allgemeine Zeitung y el Berliner Tageblatt se mostraron menos entusiastas. De vuelta a Finlandia, reescribió Pelléas y Mélisande en forma de suite orquestal, dado que cada vez era más popular. En noviembre, visitó Gran Bretaña por primera vez, y conoció a Henry Wood en Liverpool. El 2 de diciembre, dirigió la Primera sinfonía y Finlandia; en una carta dirigida a Aino comentaba que el concierto había sido un gran éxito y que había recibido numerosos aplausos.
A comienzos de 1906, después de una corta y tranquila estancia en París, Sibelius pasó varios meses componiendo en Ainola, período del que se considera la obra más importante La hija de Pohjola, otra pieza basada en el Kalevala. Más adelante compuso la música para El festín de Baltasar, que también adaptó como una suite orquestal. Terminó el año dirigiendo una serie de conciertos, entre ellos, y el que obtuvo mayor éxito, la primera representación en público de La hija de Pohjola en el Teatro Mariinski de San Petersburgo.

### Altibajos
Desde comienzos de 1907, Sibelius de nuevo se dio en exceso al vino y la comida en Helsinki, gastando cantidades exorbitantes en champán y langosta. Sus hábitos de vida causaron estragos en la salud de Aino, que tuvo que retirarse a un sanatorio debido al agotamiento. Mientras ella estaba fuera de casa, Sibelius se propuso dejar la bebida y centrarse en la composición de su Tercera sinfonía, obra que completó y fue interpretada en Helsinki el 25 de septiembre. A pesar de su enfoque más clásico, sorprendió a la audiencia. Flodin comentó que era «internamente nueva y revolucionaria».
Poco después Sibelius conoció a Gustav Mahler, que se encontraba en Helsinki. Ambos llegaron a la conclusión de que con cada nueva sinfonía perdían al público entusiasta de sus anteriores trabajos. Esto se hizo patente sobre todo en San Petersburgo, donde se interpretó la Tercera sinfonía en noviembre de 1907 recibiendo comentarios displicentes. Su recepción en Moscú fue algo más positiva.

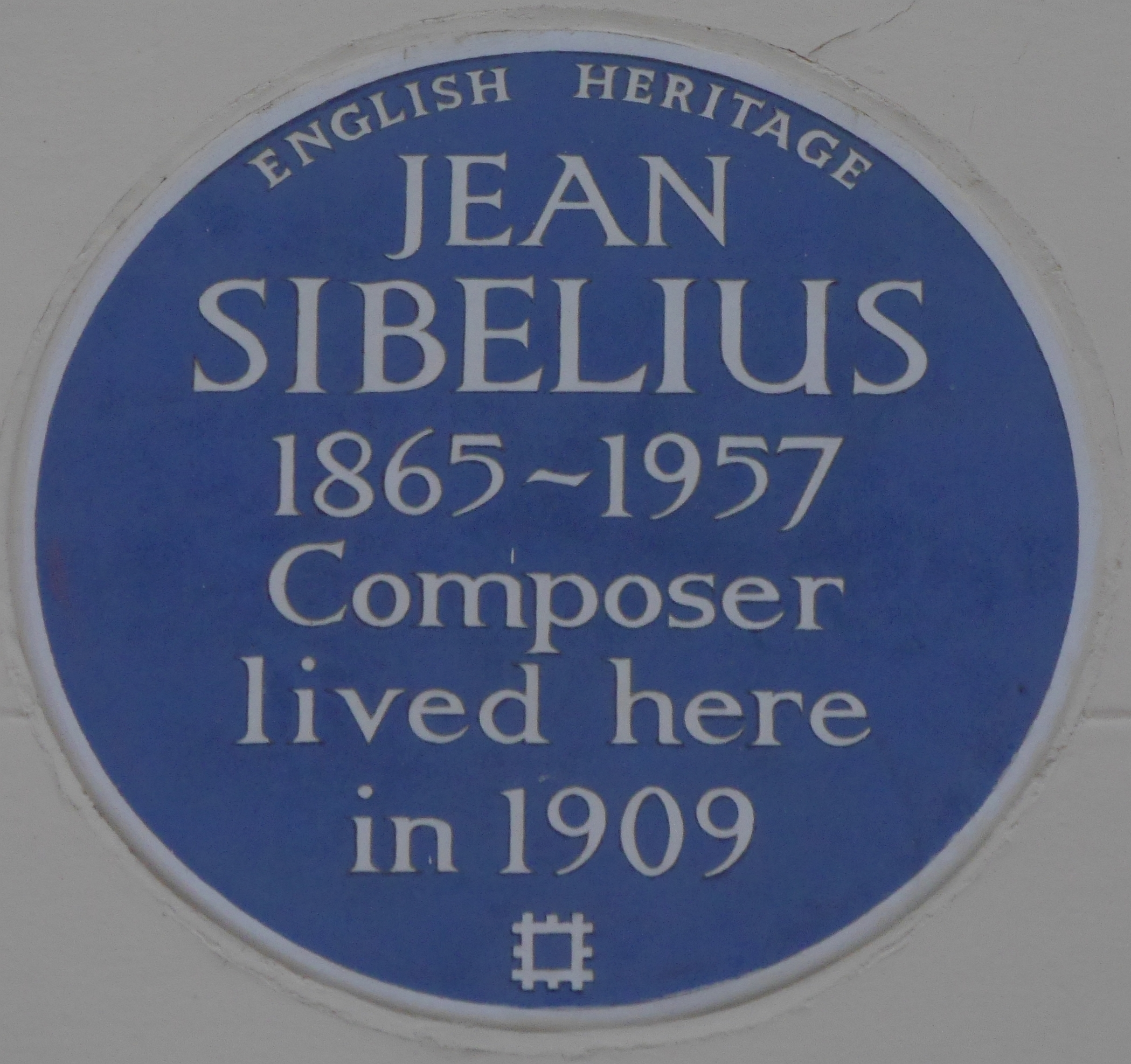
La placa azul en 15 Gloucester Walk, Kensington, en Londres, su residencia en 1909.

En 1907, Sibelius se sometió a una operación grave por un posible cáncer de garganta y a principios de 1908 tuvo que pasar una nueva temporada en el hospital: su hábito de fumar y beber se había convertido en una amenaza seria. Aunque canceló conciertos programados en Roma, Varsovia y Berlín, mantuvo el compromiso de una representación en Londres, pero su Tercera sinfonía no logró agradar a los críticos. En mayo de 1908, la salud de Sibelius se deterioró aún más. Viajó con su esposa a Berlín para que le extrajeran un tumor de su garganta. Después de la operación, se comprometió a dejar de fumar y de beber de una vez por todas. El impacto de este encuentro con la muerte se cree que sirvió de inspiración a las obras que compuso en los años siguientes, incluyendo Luonnotar y la Cuarta sinfonía.

### Tiempos mejores

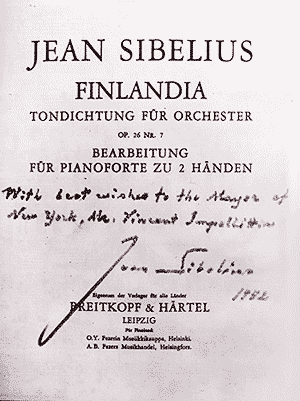
Finlandia (primera edición).

En 1909, la satisfactoria operación de garganta desembocó en una felicidad renovada entre Sibelius y Aino. También en Gran Bretaña su mejoría fue muy bien recibida, y dirigió En saga, Finlandia, Valse Triste y Canción de primavera ante un público entusiasta. En un encuentro con Claude Debussy recibió nuevas muestras de apoyo. Tras otro viaje a París sin nada reseñable, fue a Berlín, donde se sintió aliviado al enterarse de que su operación de garganta había resultado del todo favorable.
Sibelius comenzó a trabajar en su Cuarta sinfonía a principios de 1910, pero las dificultades económicas que estaba atravesando le llevaron a componer una serie de pequeñas piezas y canciones. En octubre, dirigió conciertos en Kristiania (actual Oslo), estrenando La dríade e In memoriam. Su Valse triste y Segunda sinfonía fueron particularmente bien recibidas. A continuación viajó a Berlín para continuar trabajando en su Cuarta sinfonía, terminando el último movimiento antes de regresar a Järvenpää.
Sibelius dirigió sus primeros conciertos en Suecia a principios de 1911, donde incluso su Tercera sinfonía fue bien acogida por la crítica. Completó la Cuarta sinfonía en abril, pero como él esperaba, con su estilo introspectivo no fue muy bien recibida cuando se estrenó en Helsinki, con críticas divergentes. Aparte de un viaje a París, donde disfrutó de una interpretación de Salomé de Richard Strauss, el resto del año fue bastante tranquilo. En 1912, terminó su breve obra orquestal Scènes historiques II, cuyo estreno tuvo lugar en marzo junto con la Cuarta sinfonía. El concierto se repitió dos veces a un público entusiasta entre el que se encontraban críticos como Robert Kajanus. La Cuarta también fue bien recibida en Birmingham en septiembre. En marzo de 1913, la interpretó en Nueva York, pero una gran parte de la audiencia abandonó la sala entre movimientos, mientras que en octubre, después de un concierto dirigido por Carl Muck, el Boston American la tildó de «un triste fracaso».
La primera composición relevante de 1913 fue el poema sinfónico El bardo que dirigió en marzo ante un respetuoso público en Helsinki. Seguidamente compuso Luonnotar («Hija de la naturaleza»), para soprano y orquesta. Con un texto del Kalevala, se interpretó por primera vez en finés en septiembre de 1913 por Aino Ackté en el festival de música de Gloucester, Inglaterra. A principios de 1914, Sibelius pasó un mes en Berlín, donde se sintió particularmente atraído por Arnold Schönberg. De vuelta a Finlandia, comenzó a trabajar en Las oceánides, encargo del millonario estadounidense Carl Stoeckel para el Festival de Música de Norfolk. La obra estaba compuesta originalmente en re bemol mayor, pero tras revisarla en profundidad, se presentó la versión definitiva en re mayor en Norfolk que fue bien recibida, junto con Finlandia y el Valse triste. Henry Krehbiel considera que Las oceánides es una de las piezas más hermosas sobre el mar jamás compuestas; el New York Times comentó que la música de Sibelius fue la contribución más notable al festival. Sibelius fue investido doctor honoris causa por la Universidad de Yale y, casi simultáneamente, por la Universidad de Helsinki, acto al cual Aino asistió en su nombre.

### Primera Guerra Mundial
Mientras viajaba desde los Estados Unidos, a Sibelius le llegaron noticias acerca de los sucesos de Sarajevo que condujeron al estallido de la Primera Guerra Mundial. A pesar de que estaba lejos de la contienda, dejó de recibir los derechos de autor provenientes del extranjero. Para arreglárselas, se vio obligado a componer gran cantidad de pequeños trabajos para su publicación en Finlandia. En marzo de 1915, pudo viajar a Gotemburgo, Suecia, donde Las oceánides fue muy bien recibida. Mientras trabajaba en su Quinta sinfonía en abril, vio dieciséis cisnes volando, lo que le inspiró para componer el final. «¡Fue una de las experiencias más gloriosas de mi vida!», comentó. A pesar de que avanzó poco en la sinfonía durante el verano, fue capaz de terminarla para su 50 cumpleaños el 8 de diciembre.
En la noche de su cumpleaños, Sibelius dirigió el estreno de la Quinta sinfonía, en la Bolsa de Helsinki. A pesar de los elogios de Kajanus, el compositor no estaba satisfecho con su trabajo y pronto comenzó a revisarlo. Por esta época, Sibelius se sumía en más y más deudas. El piano de cola que había recibido como regalo estuvo a punto de serle embargado por los agentes judiciales hasta que la cantante Ida Ekman saldó gran parte de su deuda tras una afortunada campaña de recaudación de fondos.
Un año más tarde, el 8 de diciembre de 1915, Sibelius presentó la versión revisada de su Quinta sinfonía en Turku, en la que fusionó los dos primeros movimientos y simplificó el último. Una semana más tarde se tocó la nueva versión que fue bien recibida por Katila, pero Wasenius no vio con buenos ojos los cambios, lo que llevó al compositor a revisarla de nuevo.
A comienzos de 1917, Sibelius comenzó a beber de nuevo, dando pie a discusiones con Aino. No obstante, su relación mejoró con la emoción resultante del inicio de la Revolución rusa. A finales de año, Sibelius compuso La marcha de los Jäger, pieza que se volvió particularmente popular después de que el parlamento finlandés aceptara la declaración de independencia de Rusia remitida por el Senado en diciembre de 1917. La marcha de los Jäger, se interpretó por primera vez el 19 de enero de 1918, coincidiendo con el comienzo de la guerra civil finlandesa, complaciendo a la élite de Helsinki por un corto tiempo hasta que el 28 de enero, la Guardia Roja finlandesa, apoyando a los rusos, tomó el poder en Helsinki. Cuando los Guardias Rojos fueron derrotados por Gustaf Mannerheim, Sibelius dirigió la marcha en Helsinki, reforzando su imagen de héroe nacional.

### Mejor fortuna

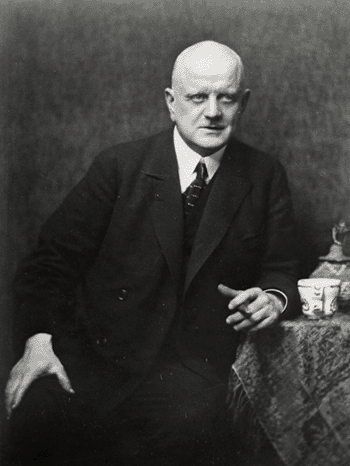
Sibelius en 1923. Cuando entró en la cuarentena, por pura vanidad, decidió afeitarse la cabeza para que nadie notara su incipientes canicie.

A principios de 1919, Sibelius decidió cambiar su imagen, afeitándose el cráneo por completo debido a un pelo cada vez más canoso. En junio, junto con Aino, visitó Copenhague en su primer viaje fuera de Finlandia, desde 1915, presentando con éxito su Segunda sinfonía. En noviembre dirigió la versión final de su Quinta sinfonía, recibiendo reiteradas ovaciones del público. A finales de ese mismo año, ya estaba trabajando en la Sexta.
En 1920, a pesar de un creciente temblor en sus manos, Sibelius compuso el Himno de la tierra con textos del poeta Eino Leino para el Coro Vocal de Finlandia y orquestó su Valse lyrique. El vino le ayudó a mitigar el temblor y poder escribir en las partituras. En su cumpleaños en diciembre de 1920, Sibelius recibió una donación de 63 000 marcos, una suma considerable que el tenor Wäinö Sola había reunido de empresas finlandesas. A pesar de que destinó una parte del dinero para reducir sus deudas, también pasó una semana celebrando con exceso en Helsinki.
Sibelius disfrutó de un satisfactorio viaje a Inglaterra a principios de 1921 dirigiendo varios conciertos a lo largo del país, tocando obras como la Cuarta y Quinta sinfonías, Las oceánides y las siempre populares Finlandia y el Valse triste. Inmediatamente después, dirigió la Segunda sinfonía y el Valse triste en Noruega. A pesar de que empezó a sentir síntomas de agotamiento físico, las críticas le eran todavía muy positivas. Tras retornar a Finlandia en abril, presentó El regreso de Lemminkäinen y la Quinta sinfonía, en el festival Nordiska Musikdagar.
A principios de 1922, tras sufrir varias jaquecas decidió comprarse unas gafas; aunque se cuidaba de no llevarlas puestas en las fotografías. En julio la muerte de su hermano Christian le afectó sobremanera. En agosto, se unió a los masones finlandeses y compuso música ritual para ellos. En febrero de 1923, se estrenó su Sexta Sinfonía, que fue muy elogiada por Evert Katila a la que calificó como «un puro idilio». Antes de fin de año también dirigió conciertos en Estocolmo y Roma, el primero con excelente recepción, el segundo con críticas divergentes. Seguidamente, se dirigió a Gotemburgo, donde disfrutó de un caluroso público, a pesar de llegar a la sala de conciertos tras una copiosa comida. A pesar de seguir con el hábito de beber, con la desaprobación de Aino, Sibelius consiguió completar su Séptima sinfonía a principios de 1924. En marzo, se estrenó en Estocolmo bajo el título de Fantasía sinfónica, donde fue un éxito. Incluso fue más apreciada en una serie de conciertos en Copenhague a finales de septiembre. Sibelius fue condecorado con la Cruz del Caballero Comendador de la Orden de Dannebrog.
Pasó la mayor parte del resto del año descansando a consecuencia del reciente aluvión de compromisos que supuso un estrés adicional a su corazón y sus nervios. Compuso un par de pequeñas piezas y cada vez recurría más al alcohol. En mayo de 1925, su editor danés Wilhelm Hansen y el Teatro Real de Dinamarca le invitaron a componer la música incidental para una producción de La Tempestad de Shakespeare. Completó la obra con suficiente antelación para poderla estrenar en marzo de 1926. Fue bien acogida en Copenhague, aunque Sibelius no estaba presente el día de su estreno.

### Últimas contribuciones significativas

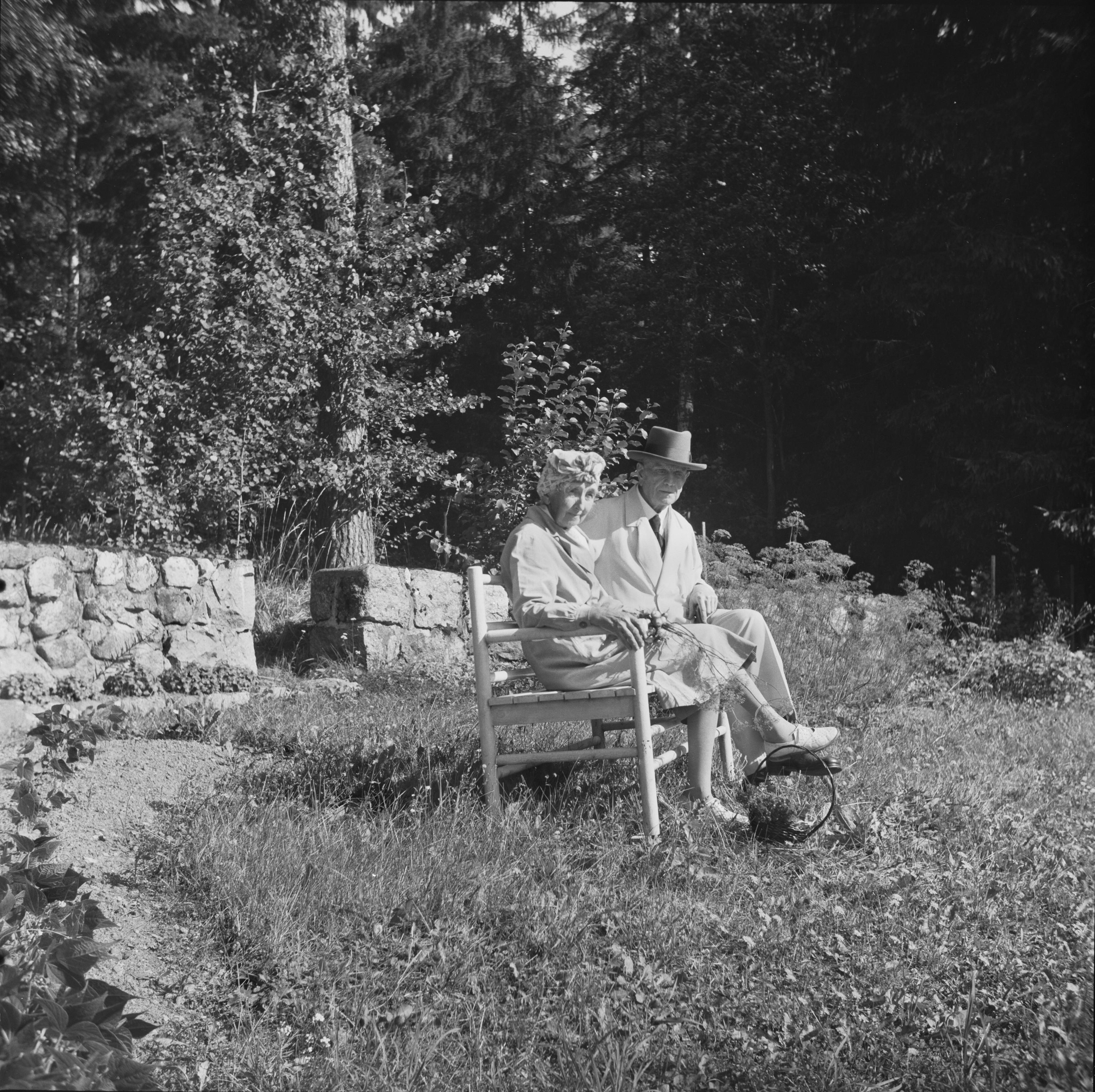
Sibelius y Aino en Järvenpää (década de 1940).

En 1926 se notó una fuerte y duradera disminución en la producción de Sibelius: después de su Séptima sinfonía solo compuso un par de obras significativas durante el resto de su vida. Sin duda dos de las más importantes fueron la música incidental para La Tempestad y el poema sinfónico Tapiola. Durante la mayor parte de los últimos treinta años de su vida, Sibelius incluso evitó hablar públicamente acerca de su música.

En la década de 1940 hubo un gran auto de fe en Ainola. Mi marido reunió varios manuscritos en un cesto de ropa y los quemó en la chimenea del comedor. Partes de la Suite Karelia fueron destruidas —después encontré restos de páginas que habían sido arrancadas— y muchas otras cosas. No tuve fuerzas para seguir presenciándolo y salí de la habitación. Por lo tanto desconozco qué fue lo que arrojó al fuego. Pero después de esto mi esposo se volvió más tranquilo y poco a poco su estado de ánimo mejoró.

El 1 de enero de 1939, Sibelius participó en una retransmisión radiofónica internacional en la que dirigió su Andante Festivo. La actuación se ha conservado en los discos de transcripción y posteriormente fue publicada en CD. Constituye el único ejemplo existente de Sibelius dirigiendo su propia música.

### Últimos años de vida y muerte

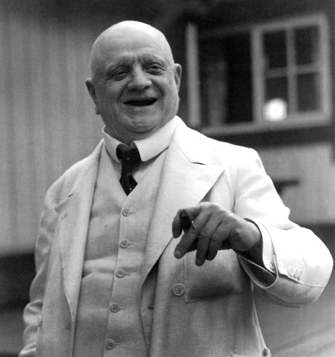
Sibelius en 1939.

Desde 1903, y durante muchos años después, Sibelius vivió en el campo. A partir de 1939 tuvo de nuevo una casa en Helsinki, pero se mudó a Ainola en 1941, visitando solo de vez en cuando la ciudad. Después de la guerra regresó a Helsinki solo en un par de ocasiones. El llamado «Silencio de Järvenpää» se convirtió en un mito, ya que además de las numerosas visitas oficiales y de sus colegas, sus nietos y bisnietos también pasaron sus vacaciones en Ainola.
Sibelius evitó hacer declaraciones públicas acerca de otros compositores, pero Erik W. Tawaststjerna y Santeri Levas, secretario personal de Sibelius, han documentado sus conversaciones privadas en las que admiraba a Richard Strauss y consideraba a Béla Bartók y Dmitri Shostakóvich los compositores más brillantes de las nuevas generaciones. En la década de 1950 promovió al joven compositor finlandés Einojuhani Rautavaara.
Su 90.º aniversario, en 1955, fue ampliamente celebrado y tanto la Orquesta de Filadelfia bajo Eugene Ormandy como la Orquesta Filarmónica Real a las órdenes de Thomas Beecham ofrecieron actuaciones especiales de su música.
Erik Tawaststjerna también relata una anécdota en relación con la muerte de Sibelius:

Estaba regresando de su habitual paseo matutino. Eufórico, le dijo a su esposa Aino que había visto una bandada de grullas aproximándose. «Ahí vienen, los pájaros de mi juventud», exclamó. De repente, uno de los pájaros se separó de la formación y dio un giro sobrevolando Ainola. Luego se reincorporó a la bandada para continuar con su viaje.

Dos días más tarde, el 20 de septiembre de 1957, Sibelius murió de una hemorragia cerebral a la edad de 91 años en Ainola. En el momento de su muerte, su Quinta sinfonía, dirigida por Malcolm Sargent, estaba siendo retransmitida desde Helsinki. Fue enterrado en el jardín de Ainola. Otro conocido compositor finlandés, Heino Kaski, falleció el mismo día. Aino vivió allí los siguientes doce años hasta su muerte, el 8 de junio de 1969, y fue enterrada junto a su esposo.

## Música
Sibelius es ampliamente conocido por sus sinfonías y sus poemas sinfónicos, especialmente Finlandia y la Suite Karelia. Su reputación aumentó en Finlandia en la década de 1890 con la sinfonía coral Kullervo, que, como muchas piezas posteriores se inspiró en el poema épico Kalevala. Su Primera sinfonía fue estrenada ante un público entusiasta en 1899 en un momento en que el nacionalismo finlandés estaba evolucionando. Además de las otras seis sinfonías, ganó popularidad en su patria y en el extranjero con su nueva música incidental y poemas sinfónicos, especialmente En saga, El cisne de Tuonela y Valse triste. Sibelius también compuso una serie de obras para violín y orquesta, incluyendo un Concierto para violín y orquesta, la ópera Jungfrun i tornet, muchas piezas orquestales cortas, música de cámara, obras para piano y violín, obras corales y numerosas canciones.
A mediados de la década de 1920, después de su Sexta y Séptima sinfonías, compuso el poema sinfónico Tapiola y música incidental para La Tempestad. A partir de entonces, aunque vivió hasta 1957, alcanzando los noventa y un años, no publicó más obras destacables. Durante varios años, trabajó en una Octava Sinfonía que posteriormente quemaría.
En cuanto a su estilo musical, se observan indicios de Chaikovski de forma particularmente evidente en sus primeras obras, como la Primera sinfonía y su Concierto para violín, aunque en un periodo, sobre todo durante la composición de su ópera, se sintió abrumado por Wagner. También es posible ver influencias más permanentes como las de Ferruccio Busoni y Anton Bruckner, pero sus poemas sinfónicos se inspiran principalmente en Liszt. Las similitudes con Bruckner pueden observarse en las partes de los metales de su obra orquestal y el tiempo generalmente lento de su música.
Sibelius progresivamente se despojó de las cuestiones formales de la forma sonata en sus obras y, en lugar de contrastar múltiples temas, se centró en la idea de células y fragmentos que evolucionan continuamente culminando a lo grande. Sus últimas obras son notables por su sentido del desarrollo ininterrumpido, progresando mediante permutaciones y derivaciones temáticas. La exhaustividad y la sensación orgánica de esta síntesis ha llevado a algunos a sugerir que Sibelius comenzaba sus trabajos con una idea acabada y trabajaba hacia atrás, aunque algunos análisis ponen de manifiesto lo contrario, ya que células de tres y cuatro notas y fragmentos melódicos posteriormente son desarrollados y expandidos dando lugar a «temas» de gran duración.

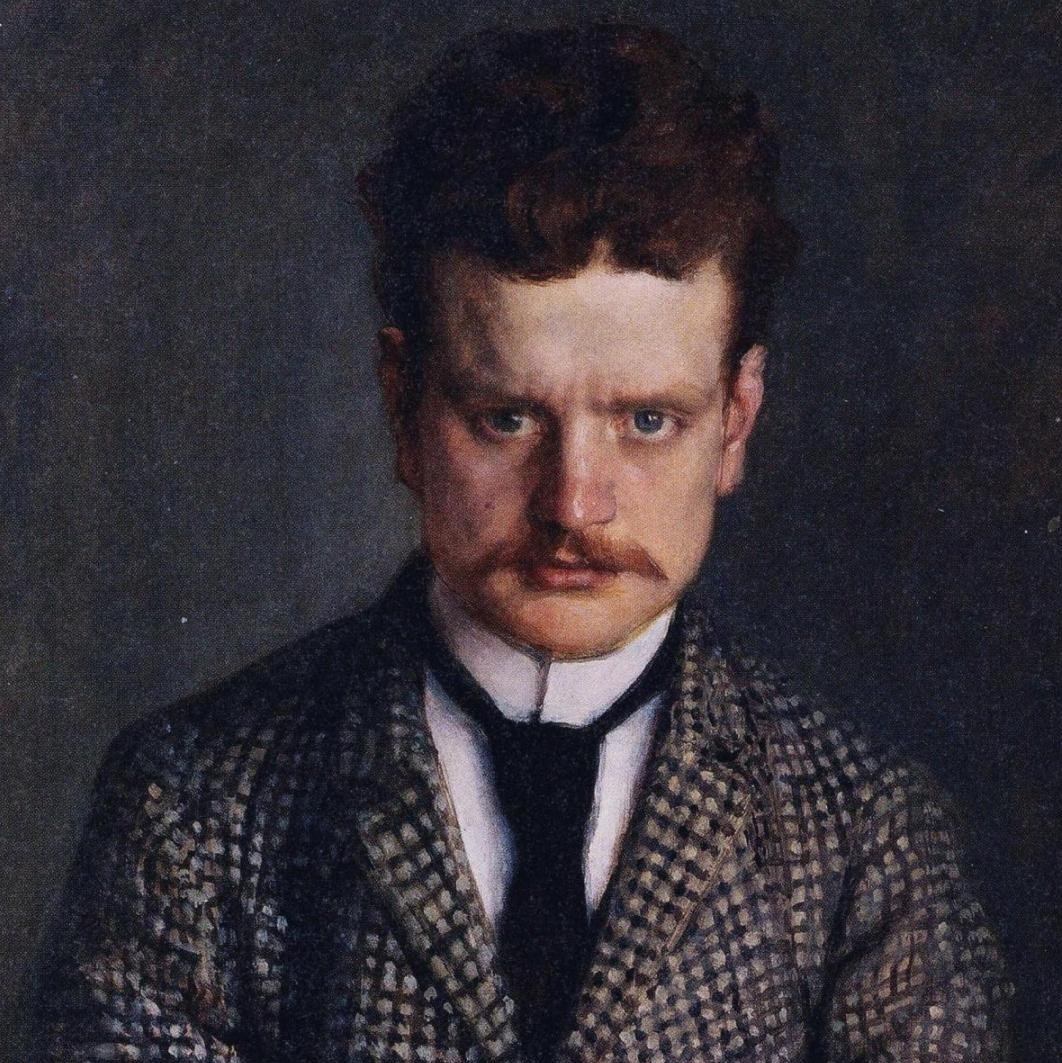
Retrato de Sibelius de 1892 de su cuñado Eero Järnefelt.

Esta estructura autocontenida contrasta con el estilo sinfónico de Gustav Mahler, principal «rival» de Sibelius en la composición sinfónica. Mientras que la variación temática jugaba un papel importante en las obras de ambos compositores, el estilo de Mahler empleaba temas dispares, contrastantes y con cambios abruptos, mientras que Sibelius buscaba transformar los elementos temáticos lentamente. En noviembre de 1907, Mahler llevó a cabo una gira de conciertos en Finlandia como director, y ambos compositores disfrutaron de un largo paseo juntos, llevando a Sibelius a la siguiente conclusión:

Me dijo que admiraba [en una sinfonía] la gravedad de estilo y la lógica profunda que crea una conexión interna entre todos los motivos ... Mahler era de la opinión contraria. «No, una sinfonía debe ser como el mundo. Debe abrazarlo todo».

### Sinfonías
Sibelius comenzó a trabajar en su Primera sinfonía en mi menor, Op. 39, en 1898, y la completó a principios de 1899, con 33 años. Se estrenó el 26 de abril de 1899 por la Orquesta Filarmónica de Helsinki bajo las órdenes del compositor, en una versión original bien recibida que no ha sobrevivido. Después del estreno, Sibelius realizó algunos ajustes, dando lugar a la versión que se interpreta hoy día. La revisión se completó en la primavera y verano de 1900, y se estrenó en Berlín por la Filarmónica de Helsinki, dirigida por Robert Kajanus el 18 de julio de 1900. La sinfonía comienza de forma muy original con un solo algo desesperado de clarinete acompañado por un tenue redoble de timbal.
La Segunda sinfonía, su sinfonía más popular y grabada con más frecuencia, se interpretó por primera vez por la Sociedad de la Filarmónica de Helsinki el 8 de marzo de 1902, con el compositor a la batuta. Los acordes iniciales con su progresión ascendente son el motivo que se desarrollará durante toda la obra. El tema heroico del último movimiento con su motivo de tres notas es interpretado por las trompetas en lugar de los instrumentos de viento-madera. Durante el período de opresión rusa, consolidó la reputación de Sibelius como héroe nacional. Después de su estreno, Sibelius hizo algunos cambios, cuyo fruto fue una versión revisada que fue estrenada por Armas Järnefelt el 10 de noviembre de 1903 en Estocolmo.
La Tercera sinfonía es una pieza afable, triunfal, y de sonido engañosamente simple. El estreno de la sinfonía fue dado por la Sociedad Filarmónica de Helsinki, dirigida por el compositor, el 25 de septiembre de 1907. Hay temas de la música popular finlandesa en los primeros acordes de la pieza. Compuesta al poco de su traslado a Ainola, contrasta fuertemente con las dos primeras sinfonías, con la claridad de su modo de expresión que se desarrolla en los tonos de marcha del último movimiento. Su Cuarta sinfonía fue estrenada en Helsinki, el 3 de abril de 1911 por la Sociedad Filarmónica, bajo la batuta de Sibelius. Fue escrita mientras Sibelius fue sometido a una serie de operaciones para extirparle un tumor de la garganta. Su tono sombrío puede tal vez explicarse como una reacción a partir de su renuncia (temporal) a la bebida. Los compases iniciales, con violonchelos, contrabajos y fagotes, transmiten un nuevo enfoque al ritmo. Luego se desarrolla en melancólicos bocetos basados en la adaptación del compositor de El Cuervo de Poe. El final menguante es quizás una premonición del silencio que Sibelius experimentaría veinte años más tarde. En contraste con los típicos finales sonoros, la obra termina simplemente con un «plomizo golpe seco».
La Quinta sinfonía se estrenó en Helsinki con gran éxito dirigida por el propio Sibelius el 8 de diciembre de 1915, durante su 50 cumpleaños. La versión que se interpreta más comúnmente en la actualidad es la revisión final, que consta de tres movimientos, presentada en 1919. La Quinta es la única sinfonía de Sibelius en tonalidad mayor a lo largo de todos sus movimientos. Desde su suave introducción interpretada por las trompas, la obra se desarrolla en repeticiones rotativas de sus distintos temas con importantes transformaciones, hasta llegar al canto de cisne en las trompetas en el movimiento final. Mientras que la Quinta había comenzado a desviarse de la forma sonata, la Sexta, dirigida por el compositor en su estreno en febrero de 1923, se aleja todavía más de las cánones. Tawaststjerna comenta que «la estructura del último movimiento no sigue ningún patrón familiar». Compuesta en el modo dórico, toma algunos de los temas que Sibelius desarrolló mientras estaba trabajando con la Quinta, así como material destinado para un concierto para violín y orquesta. Siguiendo ahora un enfoque purificado, Sibelius trató de ofrecer «agua fresca de manantial» en vez de cócteles raros haciendo uso de la suavidad de las flautas y las cuerdas en lugar de los «pesados» metales de la Quinta.
La Séptima sinfonía en do mayor fue la última sinfonía publicada. Terminada en 1924, se caracteriza por tener un único movimiento. Se ha descrito como «completamente original en la forma, sutil en su manejo de los tempi, única en su tratamiento de la tonalidad y totalmente orgánica en su crecimiento». También ha sido considerada como «el logro compositivo más notable de Sibelius». Inicialmente titulada Fantasia sinfónica, fue estrenada en Estocolmo en marzo de 1924, dirigida por Sibelius. Se basa en un adagio que había esbozado hace casi diez años antes. Aunque predominan las cuerdas, presenta un distintivo tema en el trombón.

### Poemas sinfónicos
Después de las siete sinfonías y el concierto para violín y orquesta, los trece poemas sinfónicos de Sibelius conforman sus obras para orquesta más importantes y, junto con los poemas sinfónicos de Richard Strauss, representan algunas de las contribuciones más importantes al género desde Franz Liszt. Considerados en conjunto, los poemas sinfónicos abarcan la totalidad de la carrera artística de Sibelius (el primero fue compuesto en 1892 y el último en 1925), muestran la fascinación del compositor por la naturaleza y la mitología finlandesa (en particular, el Kalevala), y proporcionan un retrato completo de su maduración estilística a lo largo del tiempo.
En saga («Un cuento de hadas») fue presentado por primera vez en febrero de 1893, bajo la dirección de Sibelius. El poema sinfónico de un solo movimiento posiblemente fue inspirado por el manual poético de mitología islandesa Edda prosaica, aunque Sibelius simplemente lo describió como «una expresión de su estado anímico». Comienza con un soñador tema en las cuerdas, que es desarrollado por los instrumentos de viento de madera, siguiendo con las trompas y las violas, demostrando la capacidad de Sibelius de usar el color orquestal. Es la primera pieza orquestal de importancia del compositor y fue revisada en el año 1902 cuando Ferruccio Busoni invitó a Sibelius a dirigir su pieza en Berlín. Tras una exitosa recepción le escribió a Aino: «he sido reconocido como un “artista” consumado».
La ninfa del bosque, poema sinfónico de un solo movimiento para orquesta, fue escrito en 1894. Se estrenó en abril de 1895, en Helsinki, bajo la batuta de Sibelius, y está inspirado en la obra homónima del poeta sueco Viktor Rydberg. En el aspecto organizativo, se compone de cuatro secciones informales, correspondientes a cada una de las cuatro estrofas del poema y cada una evoca el estado de ánimo de dicho episodio en particular: vigor heroico, una actividad frenética, el amor sensual; y por último, inconsolable tristeza. A pesar de la belleza de la música, muchos críticos culpan a Sibelius de «confiar» excesivamente en la estructura narrativa de la fuente de origen.
La Suite Lemminkäinen fue compuesta en la década de 1890. Originalmente concebida como una ópera mitológica, Veneen luominen («La construcción del barco»), en una escala similar a la de Richard Wagner, Sibelius más tarde cambió sus metas musicales y el trabajo se convirtió en una pieza orquestal en cuatro movimientos. La suite se basa en el protagonista Lemminkäinen de la epopeya nacional finlandesa, el Kalevala. También puede considerarse como una colección de poemas sinfónicos. La segunda/tercera sección, El cisne de Tuonela, se suele interpretar de forma independiente.
Finlandia, probablemente la obra más conocida de Sibelius, es una pieza sumamente patriótica que fue interpretada por primera vez en noviembre de 1899 como uno de los tableaux para las Celebraciones de la Prensa finlandesa. Recibió su estreno público tras una revisión en julio de 1900. El título actual surgió más tarde, primero en la versión para piano, y luego en 1901 cuando Kajanus dirigió la versión para orquesta bajo el nombre de Finlandia. Aunque Sibelius insistió en que era principalmente una pieza orquestal, se convirtió en una pieza coral favorita en todo el mundo, especialmente el episodio en forma de himno. Finalmente, el compositor accedió a que tuviera este título y en 1937 y 1940 estuvo de acuerdo en la letra del himno, en primer lugar para los francmasones y más tarde para uso general.
Las oceánides es un poema sinfónico de un solo movimiento para orquesta escrito entre 1913 y 1914. La pieza, que hace alusión a las ninfas de la mitología griega que habitaban en el Mediterráneo, se estrenó el 4 de junio de 1914, en el Festival de Música de Norfolk en Connecticut bajo la dirección del propio Sibelius. La pieza, en re mayor, fue elogiada en su estreno como «la mejor evocación del mar jamás producida en la historia de la música». Consta de dos temas que Sibelius poco a poco desarrolla en tres etapas informales: en primer lugar, un plácido océano; en segundo lugar, una tormenta; y tercero, el poderoso choque de una ola que constituye el clímax. La tempestad amaina, y suena un acorde final, que simboliza el poder y la extensión ilimitada del mar.
Tapiola, la última gran obra orquestal de Sibelius, fue un encargo de Walter Damrosch para la Sociedad de la Filarmónica de Nueva York donde se estrenó el 26 de diciembre de 1926. Se inspira en Tapio, un espíritu del bosque del Kalevala. En palabras del crítico estadounidense Alex Ross, «resultó ser la declaración musical más grave y concentrada de Sibelius». Aún más enfáticamente, el compositor y biógrafo Cecil Gray afirma: «Incluso si Sibelius no hubiera compuesto nada más, esta obra le da derecho a un lugar entre los más grandes maestros de todos los tiempos».

### Otras obras importantes
Karelia, una de las primeras obras del compositor, escrita para la Asociación de Estudiantes Vyborg, fue estrenada el 13 de noviembre de 1893 ante un ruidoso público. La suite surgió a raíz de un concierto que tuvo lugar el 23 de noviembre, a partir de la obertura y tres movimientos que fueron publicados como Op. 11, con el nombre de Suite Karelia. Sigue siendo una las piezas más populares de Sibelius.
Valse triste, ahora mucho más conocida como pieza separada de concierto, es una de las seis breves obras orquestales que originalmente formaban parte de la música incidental de Sibelius compuesta para Kuolema («La muerte»), obra teatral de su cuñado Arvid Järnefelt estrenada el 2 de diciembre de 1903. El vals acompaña una secuencia en la que una mujer se levanta de su lecho de muerte para bailar con fantasmas. En 1904, Sibelius revisó la pieza para una actuación en Helsinki el 25 de abril, donde fue presentada como Valse triste. Fue un éxito inmediato, tomó vida propia, y sigue siendo una de las piezas más representativas de Sibelius.
El Concierto para violín en re menor fue interpretado por primera vez el 8 de febrero de 1904 con Victor Nováček como solista. Debido a que Sibelius a duras penas terminó a tiempo la pieza para el estreno, Nováček no tuvo tiempo suficiente para los ensayos, dando como resultado una actuación desastrosa. Después de extensas revisiones, la Orquesta Estatal de Berlín dirigida por Richard Strauss estrenó una nueva versión el 19 de octubre de 1905. Con el concertino de la orquesta, Karel Halíř, como solista resultó un tremendo éxito. La pieza se ha vuelto cada vez más popular y actualmente es uno de los conciertos para violín compuestos en el siglo XX que más veces ha sido grabado.
Kullervo, una de las primeras obras de Sibelius, se define a veces como una sinfonía coral, pero es mejor descrita como un conjunto de cinco movimientos sinfónicos al estilo de un poema sinfónico. Basada en el personaje de Kullervo del Kalevala, fue estrenada el 28 de abril de 1892 con Emmy Achté y Abraham Ojanperä como solistas y la dirección de Sibelius del coro y la orquesta de la recientemente fundada Sociedad de la Orquesta de Helsinki. Aunque la pieza solo se interpretó en cinco ocasiones durante toda la vida del compositor, desde la década de 1990 se ha vuelto cada vez más popular tanto para conciertos en vivo como para grabaciones.
El Cuarteto de cuerda en Re menor «Voces intimae», op. 56 es su único cuarteto de cuerdas publicado (1909) y su obra de música de cámara más famosa. Se estrenó el 25 de abril de 1910. Fue compuesta cuando ya Sibelius se había convertido en un compositor de fama internacional. Al mismo tiempo, se encontraba inmerso en una crisis personal como consecuencia de la operación que le realizaron en 1908 para extirpar un tumor maligno en la laringe y por su creciente adicción al alcohol, que tuvo que dejar por motivos de salud. Está en una fase de su vida marcada por la depresión, ansiedad y dudas y trata de buscar un nuevo lenguaje musical personal, maduro, íntimo.

## Francmasonería
Cuando la francmasonería fue revivida en Finlandia, después de haber sido prohibida durante la dominación rusa, Sibelius fue uno de los miembros fundadores de la Logia «Suomi Nº 1» en 1922, y más tarde se convirtió en el Organista Titular de la Gran Logia de Finlandia. Compuso la música ritual utilizada en Finlandia (Op. 113) en 1927 y añadió dos nuevas piezas compuestas en 1946. La nueva revisión de la música ritual de 1948 es una de sus últimas obras.

## Naturaleza
Sibelius amaba la naturaleza y el paisaje finlandés a menudo sirvió como material para su música. Dijo una vez de su Sexta sinfonía, «siempre me recuerda al olor de la primera nevada». Los bosques de los alrededores de Ainola se dice que a menudo han inspirado su composición Tapiola. Sobre el tema de los lazos de Sibelius con la naturaleza, su biógrafo, Erik Tawaststjerna, escribió:

Incluso para los estándares nórdicos, Sibelius respondía con excepcional intensidad a los estados de la naturaleza y los cambios de estaciones: recorría los cielos con sus binoculares en busca de gansos que sobrevolaban lagos helados, escuchaba al sonido de las grullas y prestaba atención a los gemidos de los zarapitos en los terrenos pantanosos de Ainola. Disfrutaba de las flores primaverales al mismo tiempo que de los colores y aromas otoñales.

## Recepción

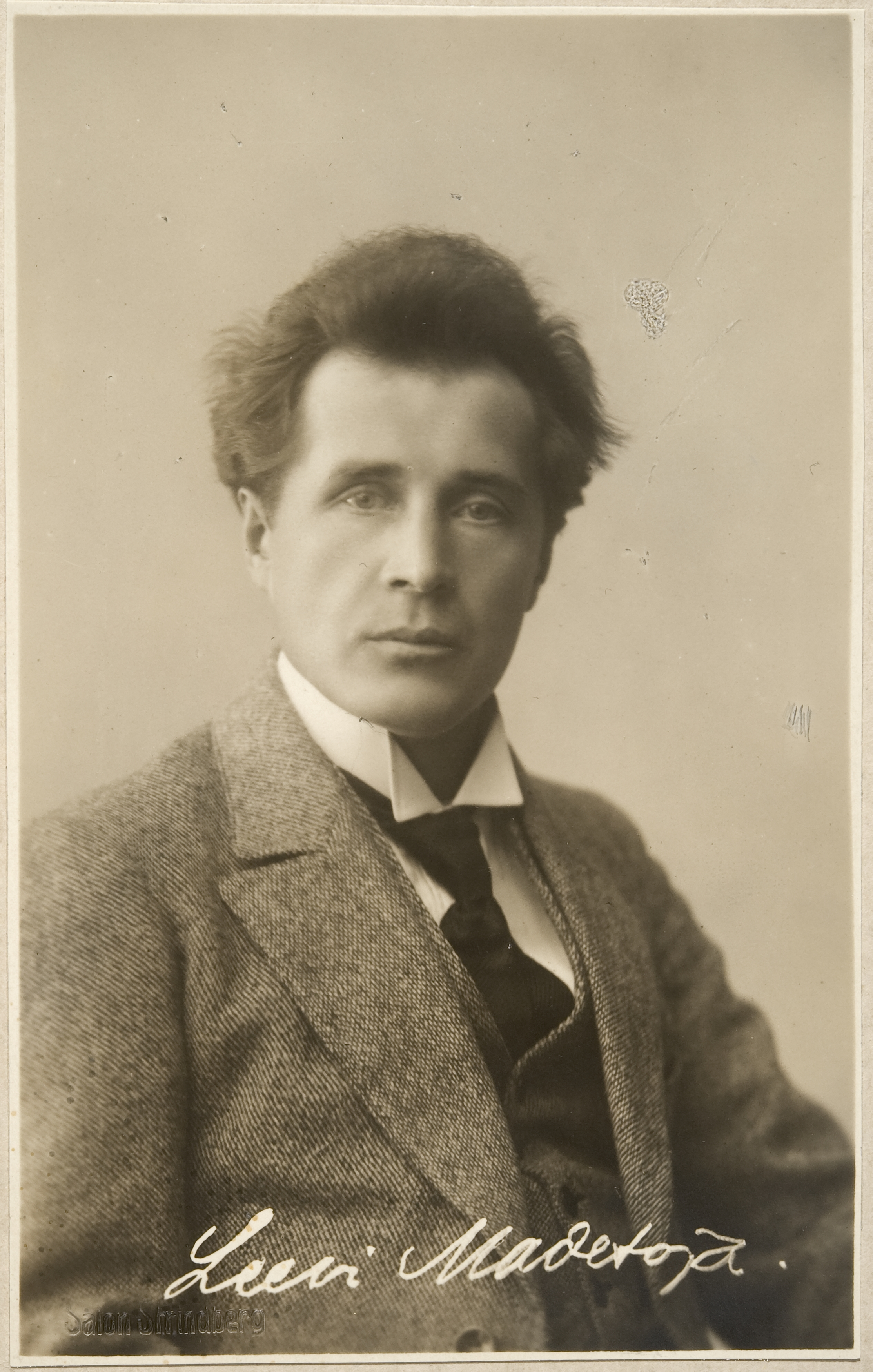
Leevi Madetoja, uno de los alumnos más notables de Sibelius y gran defensor de su obra.

Sibelius ejerció una considerable influencia tanto en compositores sinfónicos como en la vida musical en general, al menos en los países habla inglesa y nórdicos. El compositor finlandés Leevi Madetoja fue alumno de Sibelius. En Gran Bretaña, Vaughan Williams y Arnold Bax dedicaron sus quintas sinfonías a Sibelius. Además, se escuchan reminiscencias de Tapiola en la Sexta sinfonía de Bax y en la Sinfonía en sol menor de Ernest Moeran. La influencia de Sibelius en las técnicas compositivas puede apreciarse en la Primera sinfonía de William Walton. Cuando estas y otras numerosas obras sinfónica británicas fueron escritas, durante y alrededor de la década de 1930, la música de Sibelius estaba muy en boga y contaba con directores de la talla de Thomas Beecham y John Barbirolli como paladines de su música, tanto en las salas de conciertos como en las grabaciones. El también compositor y amigo de Walton, Constant Lambert, incluso afirmó que Sibelius fue «el primer gran compositor desde Beethoven, cuya mente piensa naturalmente según la forma sinfónica». Anteriormente, Granville Bantock había defendido a Sibelius (el aprecio era mutuo: Sibelius dedicó su Tercera sinfonía al compositor inglés, y en 1946 se convirtió en el primer presidente de la Sociedad Bantock). Más recientemente, Robert Simpson abogó y respaldó al compositor finés. Malcolm Arnold reconoció su influencia, y Arthur Butterworth también vio la música de Sibelius como fuente de inspiración en su trabajo.
Eugene Ormandy y, en menor medida, su predecesor de la Orquesta de Filadelfia Leopold Stokowski, fueron fundamentales a la hora de acercar la música de Sibelius al público estadounidense al realizar una programación frecuente de sus obras. Ormandy desarrolló una relación amistosa con Sibelius a lo largo de su vida. Al final de su vida, el crítico estadounidense Olin Downes, también fue un gran defensor y escribió una biografía del compositor.
En 1938 Theodor Adorno publicó una crítica, cargando notoriamente contra el compositor: «Si Sibelius es bueno, esto invalida las normas de calidad musical que han persistido desde Bach a Schoenberg: la riqueza de la interconexión, la articulación, la unidad en la diversidad, las facetas múltiples en un todo». Adorno envió a su ensayo a Virgil Thomson, crítico musical del New York Herald Tribune, que tampoco era partidario de Sibelius. Thomson, se mostró de acuerdo con el sentir general del artículo, pero le contestó que «el tono empleado es más proclive a crear antagonismo hacia Adorno que hacia Sibelius». Más tarde, el compositor, teórico y director de orquesta René Leibowitz fue más allá al calificar a Sibelius como «el peor compositor en el mundo» en un folleto de 1955.
Quizás una de las razones por las que Sibelius ha atraído tanto la alabanza y la ira de los críticos es que en cada una de sus siete sinfonías se acercó a los problemas básicos de la forma, la tonalidad, y su arquitectura de forma única y singular. Por un lado, su creatividad sinfónica y tonal era novedosa, mientras que otros pensaron que la música debiera tomar una ruta diferente. Sibelius se mostró desdeñoso a las críticas: «no presten atención a lo que dicen los críticos. Nunca se ha erigido una estatua en honor a un crítico».

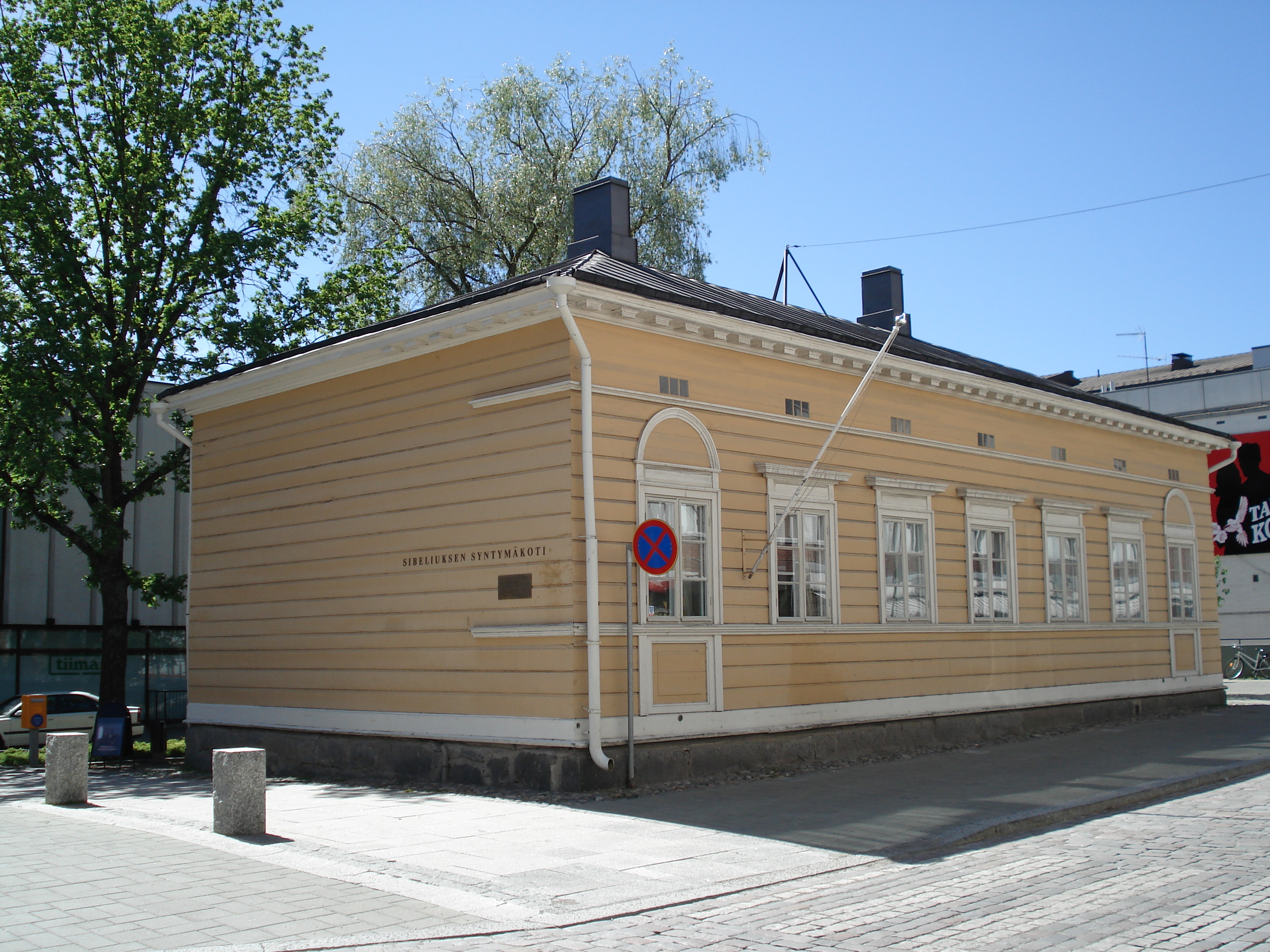
El lugar de nacimiento de Sibelius en Hämeenlinna.

En las últimas décadas del siglo XX, Sibelius comenzó a ser reconsiderado de manera más favorable: Milan Kundera apodó el enfoque del compositor como «modernismo antimoderno», permaneciendo ajeno a los continuos avances musicales de la época. En 1990, la compositora Thea Musgrave recibió el encargo de la Orquesta Filarmónica de Helsinki de escribir una pieza en honor al 125 aniversario de Sibelius: Canción del Mago fue estrenada el 14 de febrero de 1991. En 1984, el compositor vanguardista estadounidense Morton Feldman dio una conferencia en Darmstadt, Alemania, en donde afirmó que «las personas que creéis que son radicales realmente podrían ser conservadoras; las personas que creéis que son conservadoras puede que en realidad sean radicales», tras lo cual comenzó a tararear la Quinta sinfonía de Sibelius.
En 1996, el ganador del Premio Pulitzer y crítico musical Tim Page declaró:

Hay dos cosas que de inmediato deben decirse acerca de Sibelius. Primero, es terriblemente desigual (la mayor parte de su música de cámara, gran parte de sus canciones y la mayor parte de su música de piano podría haber sido hecha en masa por la de un compositor de segunda del siglo XIX en una sola tarde). Segundo, lo mejor de él es que a menudo es extraño.
Washington Post (1996).

Ya que el 8 de diciembre de 2015 marcaba el 150 aniversario del nacimiento de Sibelius, el Centro de Música de Helsinki planificó un «Sibelius Finland Experience Show» ilustrado y narrado todos los días durante el verano de 2015. También está previsto que la producción se extienda a lo largo de 2016 y 2017. El 8 de diciembre la Helsinki Philharmonic Orchestra dirigida por John Storgårds interpretó un concierto conmemorativo con las obras En Saga, Luonnotar y la Séptima sinfonía.

## Legado
En 1972, las hijas del compositor vendieron Ainola al Estado de Finlandia. El Ministerio de Educación y la Sociedad Sibelius de Finlandia la reabrieron como museo en 1974. El Museo Sibelius de Turku conserva cerca de 1400 instrumentos musicales y manuscritos del compositor.

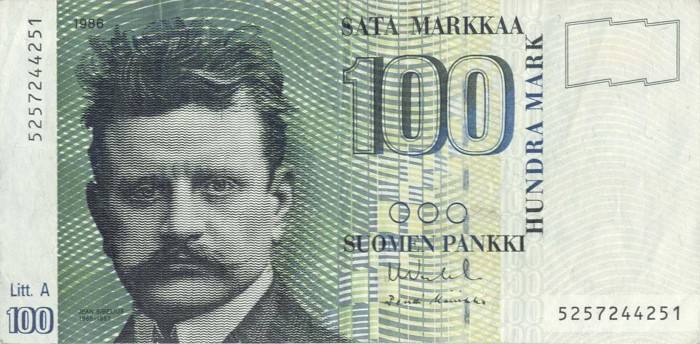
Billete de 100 marcos finlandeses.

El billete de 100 marcos finlandeses llevaba su efigie hasta su retirada en 2002 a raíz de la entrada del euro. Desde 2011, Finlandia celebra un Día de la Bandera el 8 de diciembre, el cumpleaños del compositor, también conocido como el «Día de la música finlandesa». Durante el año 2015, en el 150 aniversario del nacimiento del compositor, tuvieron lugar una serie de conciertos especiales y eventos, especialmente en la ciudad de Helsinki. La ceca finlandesa también emitió para la ocasión monedas conmemorativas de euro de plata y oro así como una tirada de un millón de monedas conmemorativas de 2 euros. Ya en 1999 se habían emitido monedas de plata con un valor facial de 100 marcos.
Tanto el Concurso Internacional Jean Sibelius, que se celebra cada cinco años y fue instituido en 1965, como el Monumento a Sibelius, presentado en 1967 en el Parque Sibelius de Helsinki, existen en su honor, así como el asteroide (1405) Sibelius y el glaciar Sibelius, en la isla Alejandro I de la Antártida.
Sibelius mantuvo un diario entre 1909 y 1944 y su familia permitió su publicación íntegra en 2005. El diario fue editado por Fabian Dahlström y publicado en sueco ese mismo año. Para celebrar el 150 aniversario del compositor, se tradujo el diario completo al finés en 2015. Varios volúmenes de la correspondencia de Sibelius también han sido editados y publicadas en sueco, finlandés e inglés.